# Формоза (футбольный клуб)
«Формоза» — бразильский футбольный клуб из одноимённого города, штата Гояс.

## История
Несмотря на свою географическую принадлежность к штату Гояс, клуб выступает в чемпионате Федерального округа. Клуб основан 21 сентября 1978 года, домашние матчи проводит на стадионе «Диогао», вмещающем 2 000 зрителей. Главным достижением «Формозы», является третье место в чемпионате Федерального округа в 2011 году.
В настоящий момент клуб выступает в Серии D Бразилии.

## Достижения
- Бронза Лиги Бразильенсе (1): 2011.